# Reza Moghaddam
Reza Moghaddam (* 17. November 1988) ist ein iranischer Leichtathlet, der sich auf den Hammerwurf spezialisiert hat.

## Sportliche Laufbahn
Erste internationale Erfahrungen sammelte Reza Moghaddam im Jahr 2005, als er bei den Jugendweltmeisterschaften in Marrakesch mit einer Weite von 66,45 m mit dem 5-kg-Hammer in der Qualifikation ausschied. Im Jahr darauf gewann er bei den Juniorenasienmeisterschaften in Macau mit 64,51 m die Bronzemedaille mit dem 6-kg-Hammer. 2011 belegte er bei den Asienmeisterschaften in Kōbe mit 65,86 m den sechsten Platz und bei den Leichtathletik-Asienmeisterschaften 2013 in Pune wurde er mit 68,61 m Siebter. 2014 nahm er an den Asienspielen in Incheon teil, brachte dort aber keinen gültigen Versuch zustande. 2017 belegte er bei den Islamic Solidarity Games in Baku mit 70,90 m den vierten Platz und erreichte anschließend bei den Asienmeisterschaften in Bhubaneswar mit 68,86 m Rang fünf. 2018 erreichte er bei den Asienspielen in Jakarta mit 64,67 m Rang neun. 2022 brachte er bei den Islamic Solidarity Games in Konya keinen gültigen Versuch zustande und im Jahr darauf gelangte er bei den Asienmeisterschaften in Bangkok mit 61,31 m auf Rang elf.
In den Jahren 2021 und 2022 wurde Moghaddam iranischer Meister im Hammerwurf.